# 목화쥐속
목화쥐속(Sigmodon)은 비단털쥐과 목화쥐아과에 속하는 설치류 속의 하나이다. 목화쥐족(Sigmodontini)의 유일속이다. 목화 속에 둥지를 만들기 때문에 목화쥐라고 부르며, 목화 재배에 해를 끼칠 수 있다. 목화쥐는 작은 귀와 진한 털을 갖고 있으며, 북아메리카와 남아메리카에서 발견된다. 목화쥐속의 종은 미국 남서부와 멕시코, 중앙아메리카 그리고 베네수엘라와 에콰도르, 콜롬비아, 페루, 브라질, 가이아나, 수리남의 남아메리카 여러 나라에 분포한다. 대부분의 종이 멕시코에서 발견된다. 주로 초식 생활을 한다. 어금니는 위에서 볼 때 S자 형태이다. 속명은 S자 이빨이라는 의미이다. 거친털목화쥐(Sigmodon hispidus)는 소아마비 연구를 위해 사용된 첫 모델 생물이다.

## 하위 종
- 목화쥐아속 (Sigmodon)
  - 거친털목화쥐군
    - 알렌목화쥐 (Sigmodon alleni)
    - 애리조나목화쥐 (Sigmodon arizonae)
    - 남부목화쥐 (Sigmodon hirsutus)
    - 거친털목화쥐 (Sigmodon hispidus)
    - 할리스코목화쥐 (Sigmodon mascotensis)
    - 노랑코목화쥐 (Sigmodon ochrognathus)
    - 미아후아틀란목화쥐 (Sigmodon planifrons)
    - 톨텍목화쥐 (Sigmodon toltecus)
    - 산지목화쥐 (Sigmodon zanjonensis)

  - 황갈색배목화쥐군
    - 황갈색배목화쥐 (Sigmodon fulviventer)
    - 에콰도르목화쥐 (Sigmodon inopinatus)
    - 흰귀목화쥐 (Sigmodon leucotis)
    - 페루목화쥐 (Sigmodon peruanus)
- 올스턴목화쥐아속 (Sigmomys)
  - 올스턴목화쥐 (Sigmodon alstoni)